# 久礼
久礼（くれ）は、高知県高岡郡中土佐町の大字。2010年（平成22年）10月1日時点の人口は4438人。郵便番号は789-1301。本項ではかつて同区域に存在した久礼村（くれむら）、久礼町（くれちょう）についても記す。
カツオ（鰹）の一本釣り漁で知られ、青柳裕介の漫画『土佐の一本釣り』の舞台となった。

## 地理
中土佐町役場が所在する。中土佐町の北東部を占め、南東は土佐湾に面する。北東から南西に土讃線、高知自動車道、国道56号が通過し、高知県道41号窪川中土佐線が山間部に延びる。土讃線の土佐久礼駅、高知自動車道の中土佐インターチェンジが所在する。北東に水谷山、南西に火打ヶ森がそびえる。

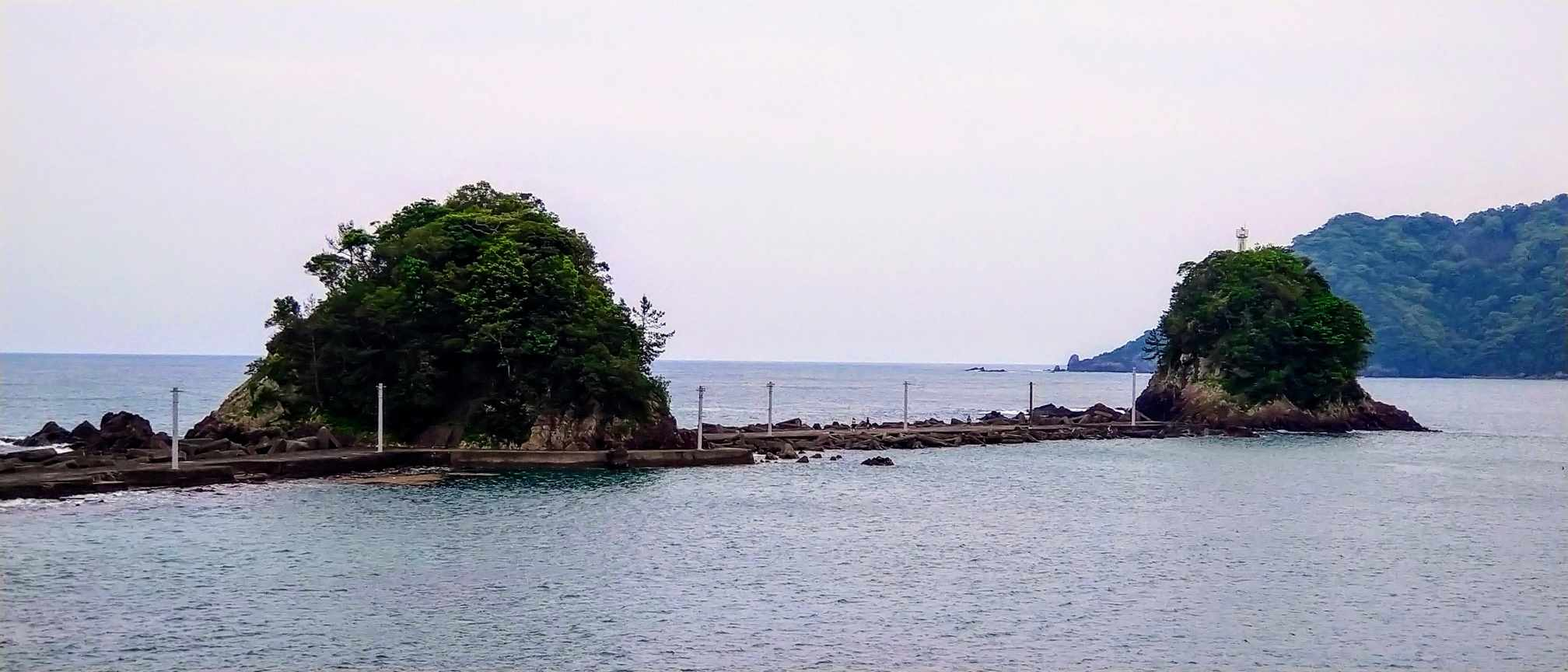
双名島

海洋
- 土佐湾
- 久礼湾

山岳
- 水谷山
- 火打ヶ森

島嶼
- 双名島

河川
- 久礼川
- 長沢川
- 大坂谷川

岬
- 大野岬

## 歴史
- 幕末 - 高岡郡久礼村が存在。「旧高旧領取調帳」の記載によると高知藩領。
- 明治4年7月14日（1871年8月29日） - 廃藩置県により高知県の管轄となる。
- 1889年（明治22年）4月1日 - 町村制の施行により、近世以来の久礼村が単独で高岡郡久礼村を形成。
- 1901年（明治34年）6月2日 - 久礼村が町制施行して久礼町が発足。
- 1950年（昭和25年）3月22日 - 昭和天皇のお召し列車が土佐久礼駅に5分間停車。駅前奉迎が行われた（昭和天皇の戦後巡幸）[2]。
- 1957年（昭和32年）7月1日 - 久礼町と上ノ加江町が合併して中土佐町が発足。同日久礼町廃止。同町の大字となる。
- 1990年（平成2年）4月 - 中土佐町が過疎地域活性化特別措置法による過疎地域に指定される[3]。
- 1999年度（平成11年度） - 過疎地域活性化優良事例として国土庁長官賞を受賞[3]。
- 2004年（平成16年）2月 - 中土佐町が毎日新聞社主催の「毎日・地方自治体賞」奨励賞を受賞[4]。1996年（平成8年）に宿泊施設の黒潮本陣を設置し、久礼大正町市場やかつお祭などと絡めた地域活性化策が評価された[4]。
- 2011年（平成23年）2月7日 - 「久礼の港と漁師町の景観」が国の重要文化的景観に選定される[5]。

## 経済
- 西岡酒造店 - 日本酒メーカー。江戸時代中期の天明元年（1781年）、初代井筒屋仁助によって創業された。代表銘柄は「純平」[6]。現存する酒蔵としては高知県最古とされる[6]。

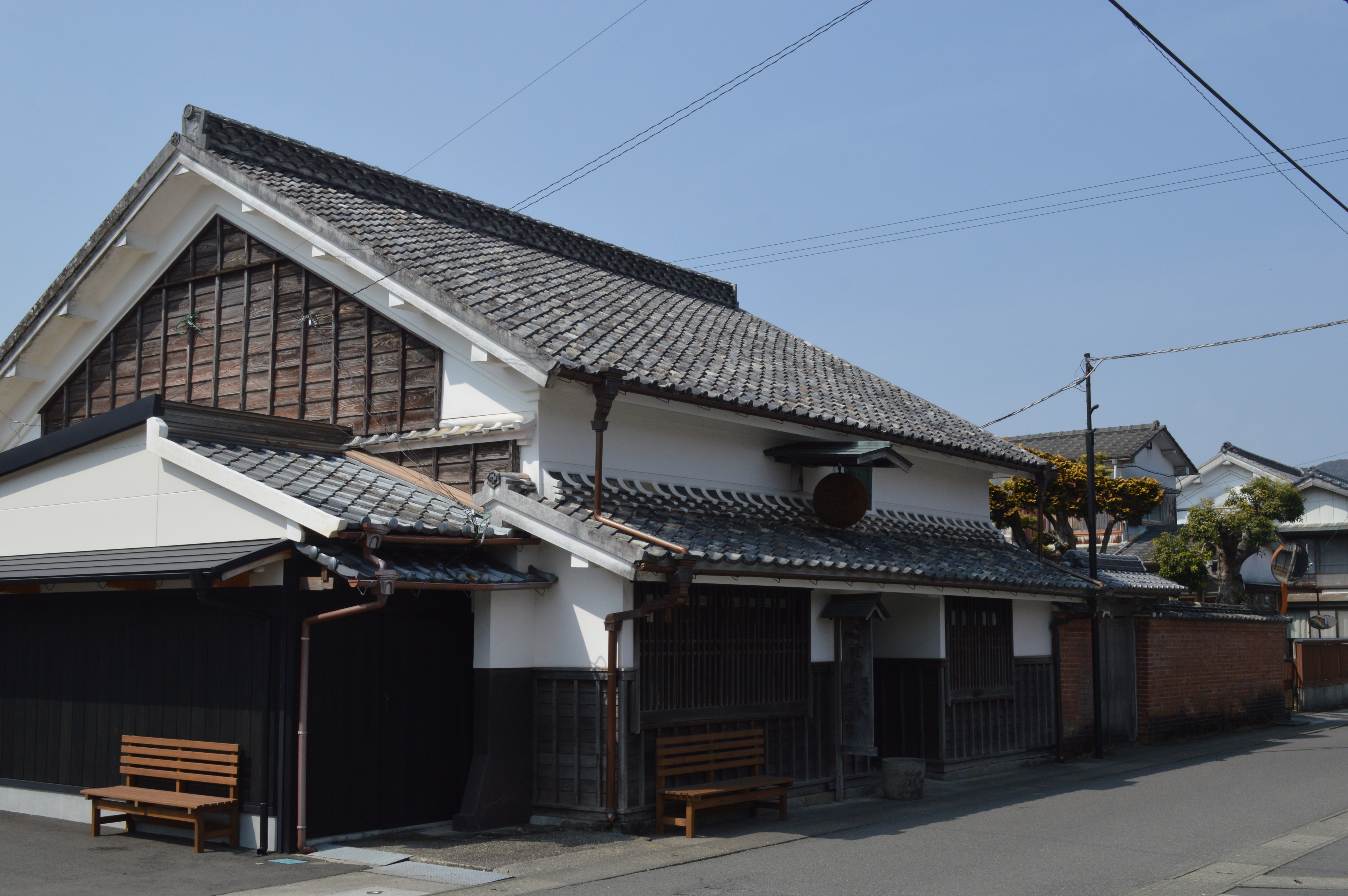
西岡酒造店

### 漁業
鎌倉時代から港を核として市街地が形成され、漁師町などの景観が生み出された。中世から近世の久礼は、四万十川流域などから集めた物資を近畿地方などに運ぶための港でもあった。近世以後にはカツオ（鰹）の一本釣り漁で知られるようになった。1978年（昭和53年）から1986年（昭和61年）に連載された青柳裕介の漫画『土佐の一本釣り』では久礼が舞台となり、それまで知名度の高くなかった久礼は「カツオの町」として認知されるようになった。
1990年（平成2年）に実施されたふるさと創生事業の際には純金のカツオ像が製作されたが、事業の妥当性について賛否両論を巻き起こし、坂本龍馬記念館で展示中の1993年（平成5年）に盗難に遭うなどの出来事もあった。ふるさと創生事業を機に、毎年5月第3日曜には久礼八幡宮前の久礼海岸でかつお祭が開催されるようになった。
2011年（平成23年）2月7日、「久礼の港と漁師町の景観」が国の重要文化的景観に選定された。対象地域は約224.6ヘクタールであり、久礼外港、鎌田港、久礼内港、久礼大正町市場、久礼八幡宮、桟橋跡、旧炭倉庫群などを含む。

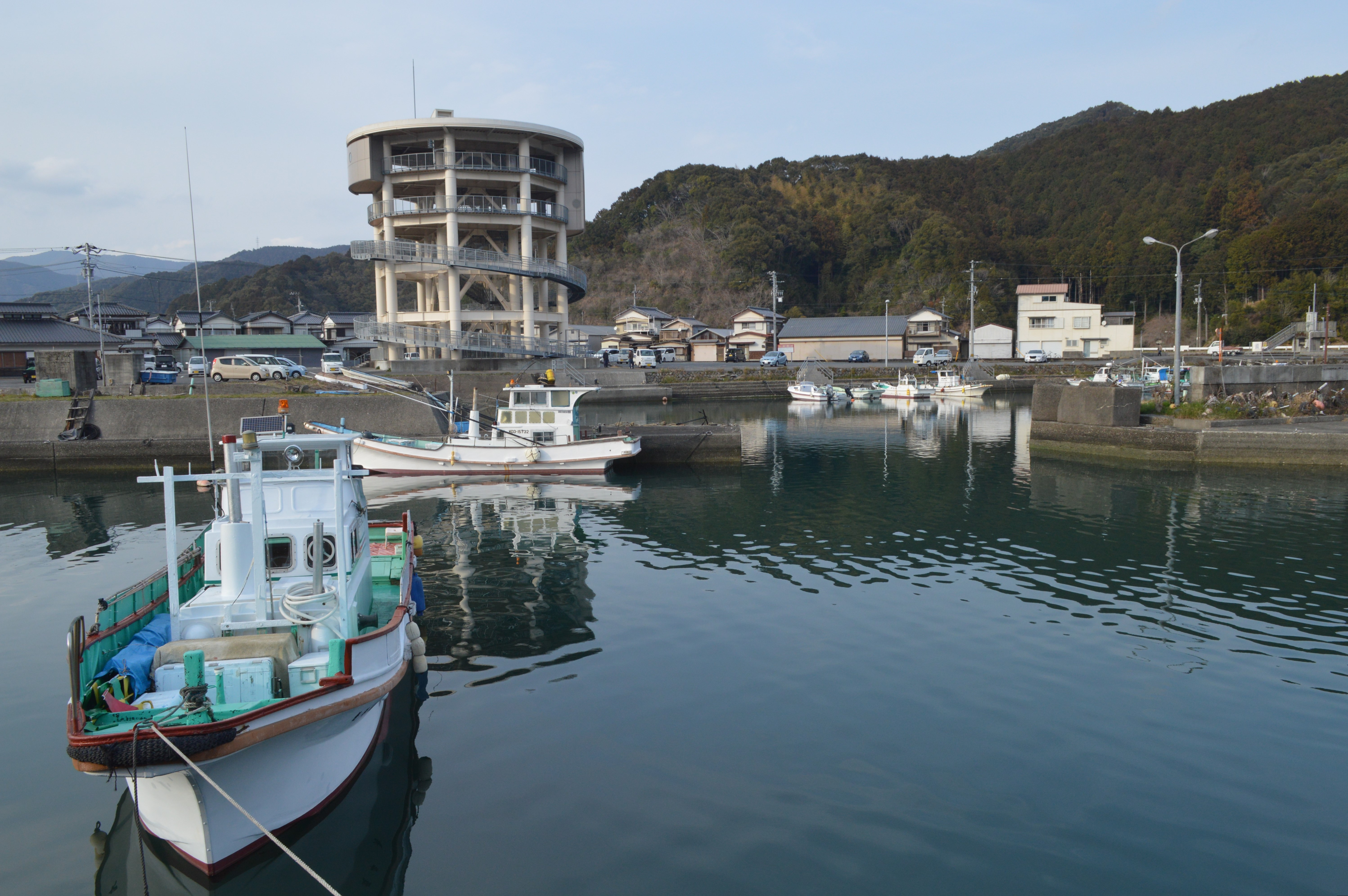
久礼内港
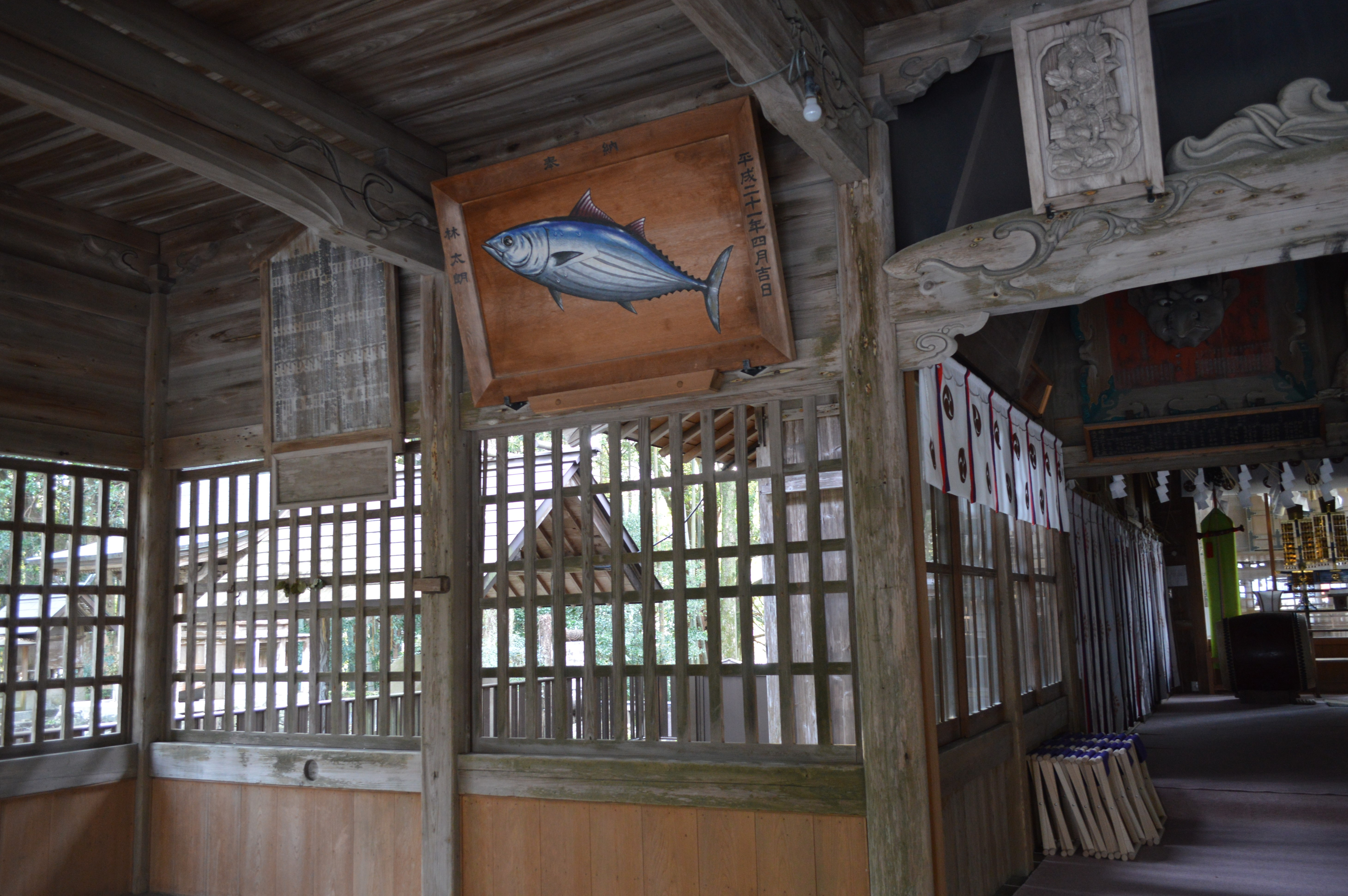
久礼八幡宮に奉納されたカツオの絵馬
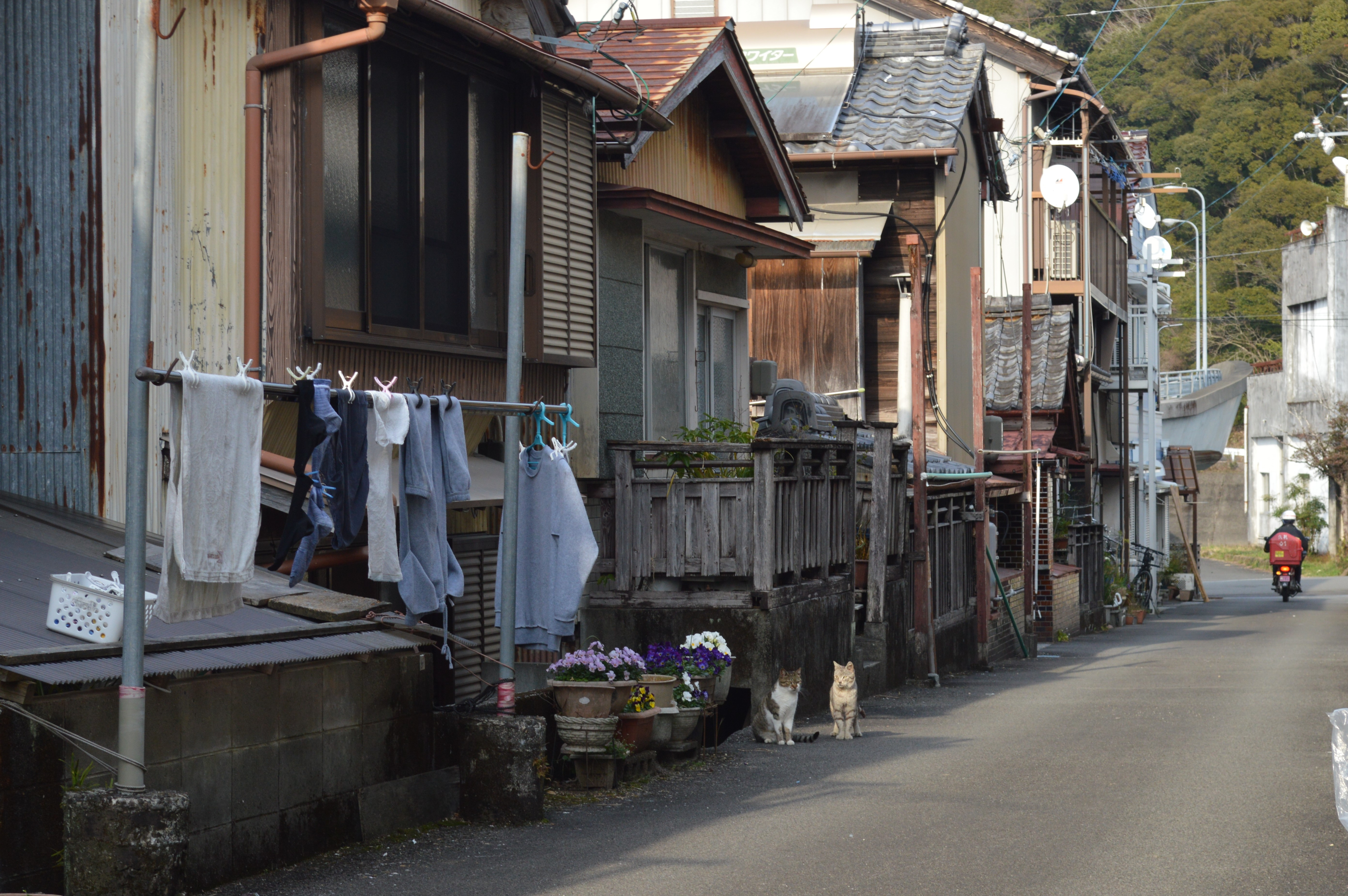
久礼の漁業町

## 教育

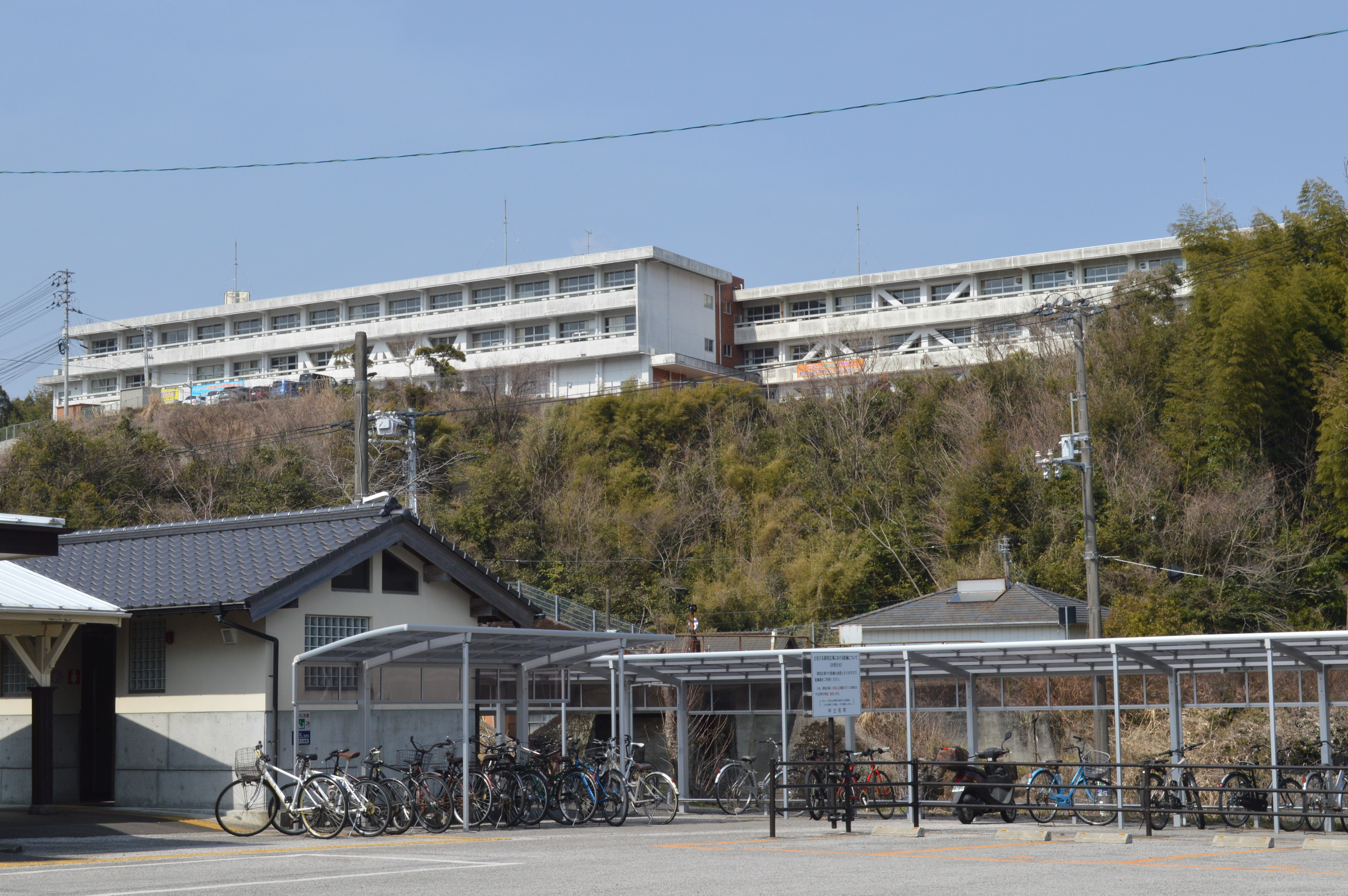
中土佐町立久礼小学校

### 小学校
- 中土佐町立久礼小学校

### 中学校
- 中土佐町立久礼小学校

## 交通

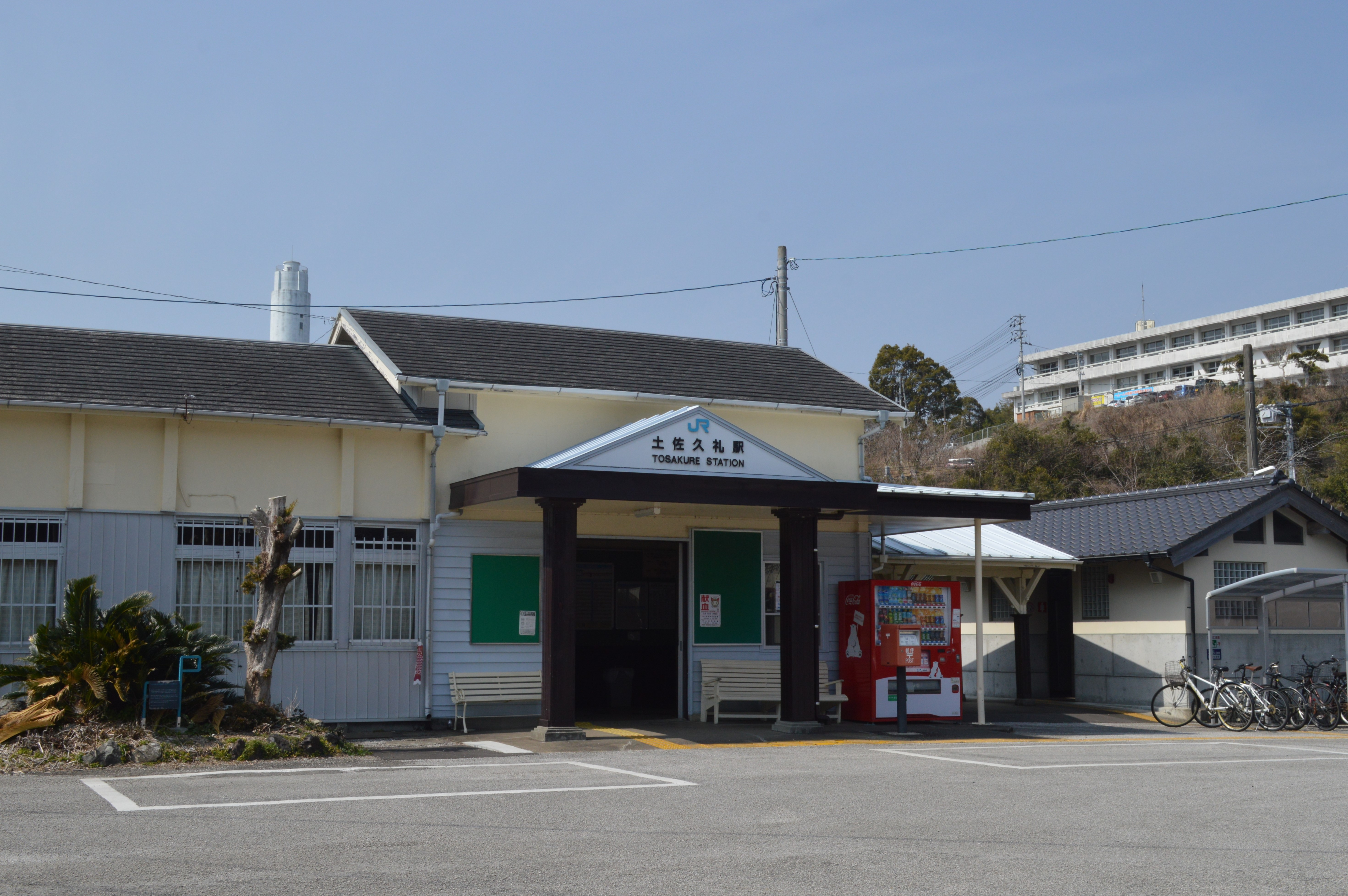
土佐久礼駅

### 鉄道
四国旅客鉄道
- 土讃線
  - 土佐久礼駅

### バス
高知高陵交通
- 矢井賀 - 須崎線（須崎市、中土佐町から運行を委託）
  - 矢井賀→上ノ加江→久礼駅前→須崎営業所→須崎駅前→大間→多ノ郷駅前
  - 多ノ郷駅前→岩永→大間→須崎駅前→須崎営業所→久礼駅前→上ノ加江→矢井賀
  - 矢井賀 - 上ノ加江 - 久礼駅前 - 須崎駅前 - 須崎営業所
  - 矢井賀 - 上ノ加江 - 久礼駅前

四万十交通
- 久礼 - 大野見線
  - 土佐久礼駅 - 床鍋 - 大野見役場前
  - 土佐久礼駅 - 奥分吉野橋 - 大野見役場前

### 道路
- 高知自動車道
  - 中土佐インターチェンジ
- 国道56号
- 高知県道41号窪川中土佐線

## 施設

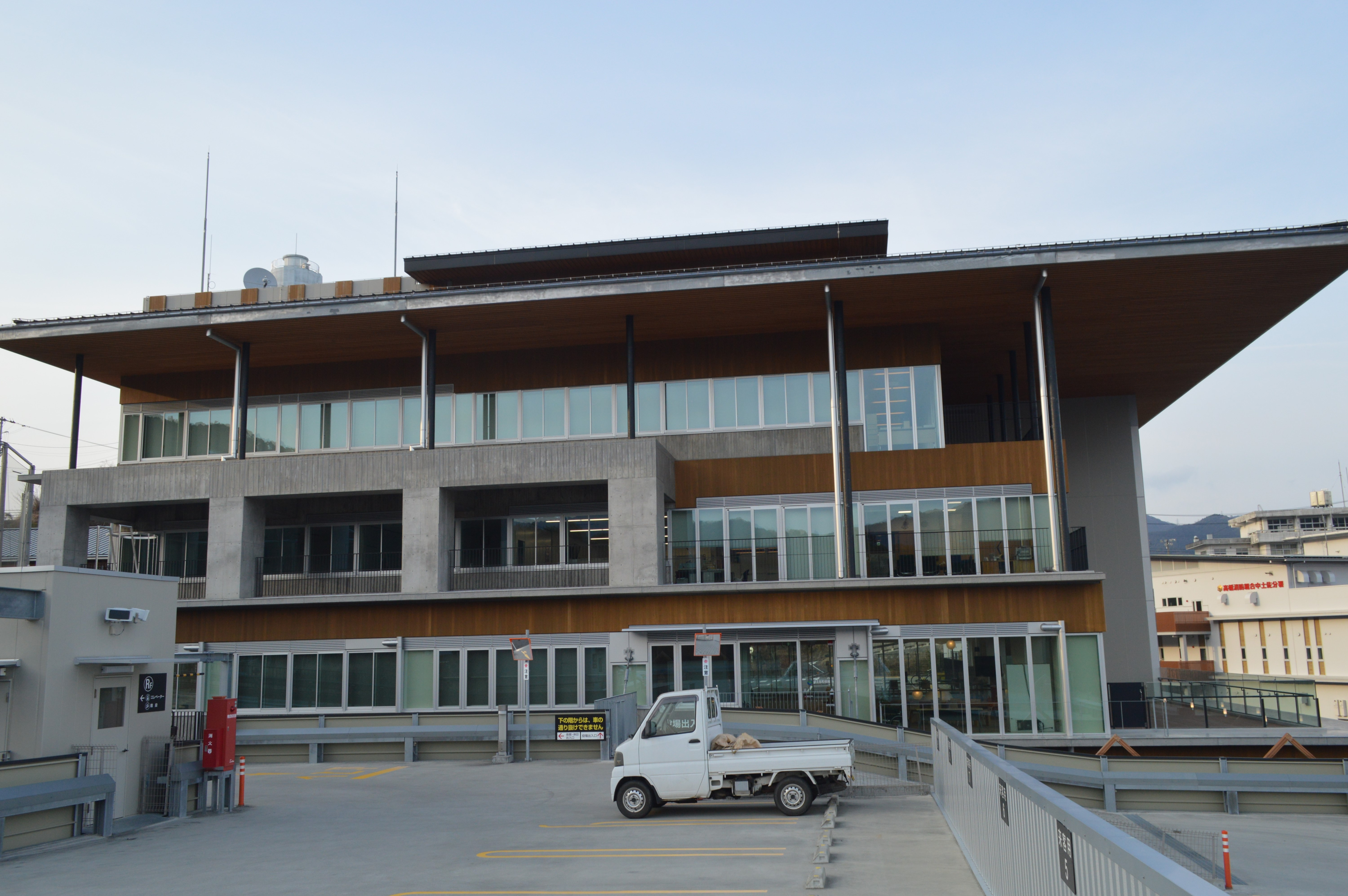
中土佐町役場

- 中土佐町役場 - 2021年（令和3年）に新庁舎に移転。

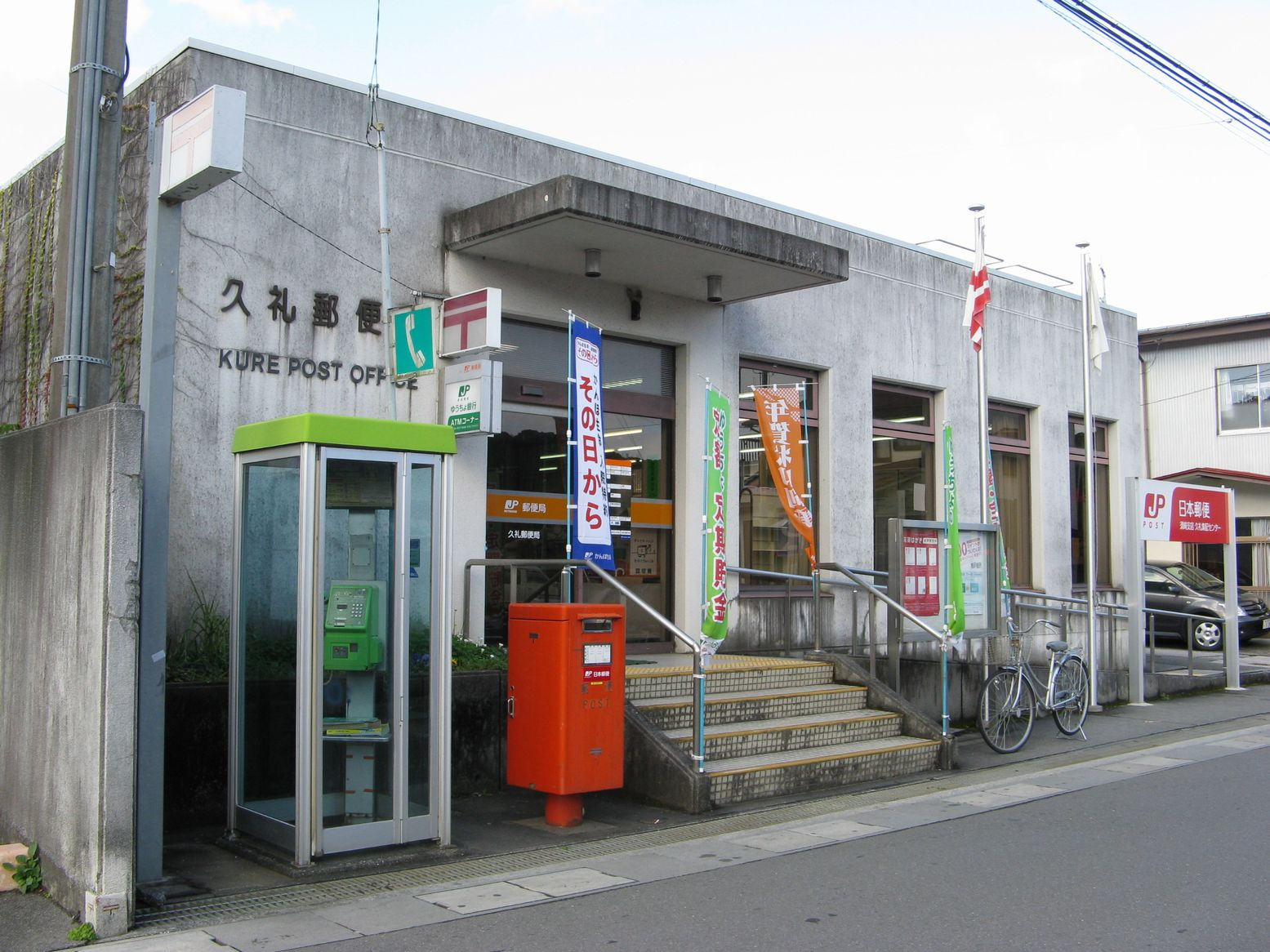
久礼郵便局
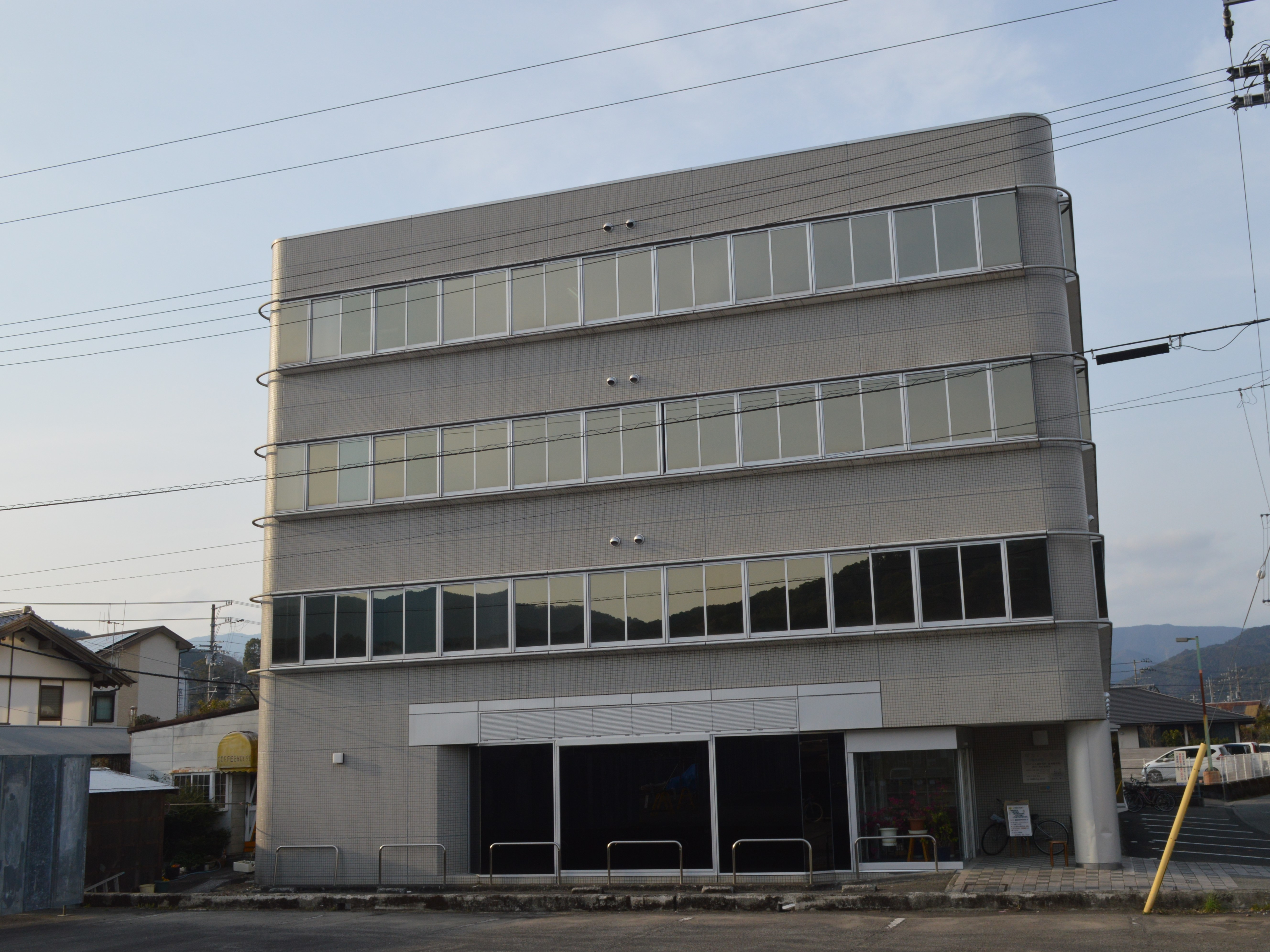
なかとさ病院
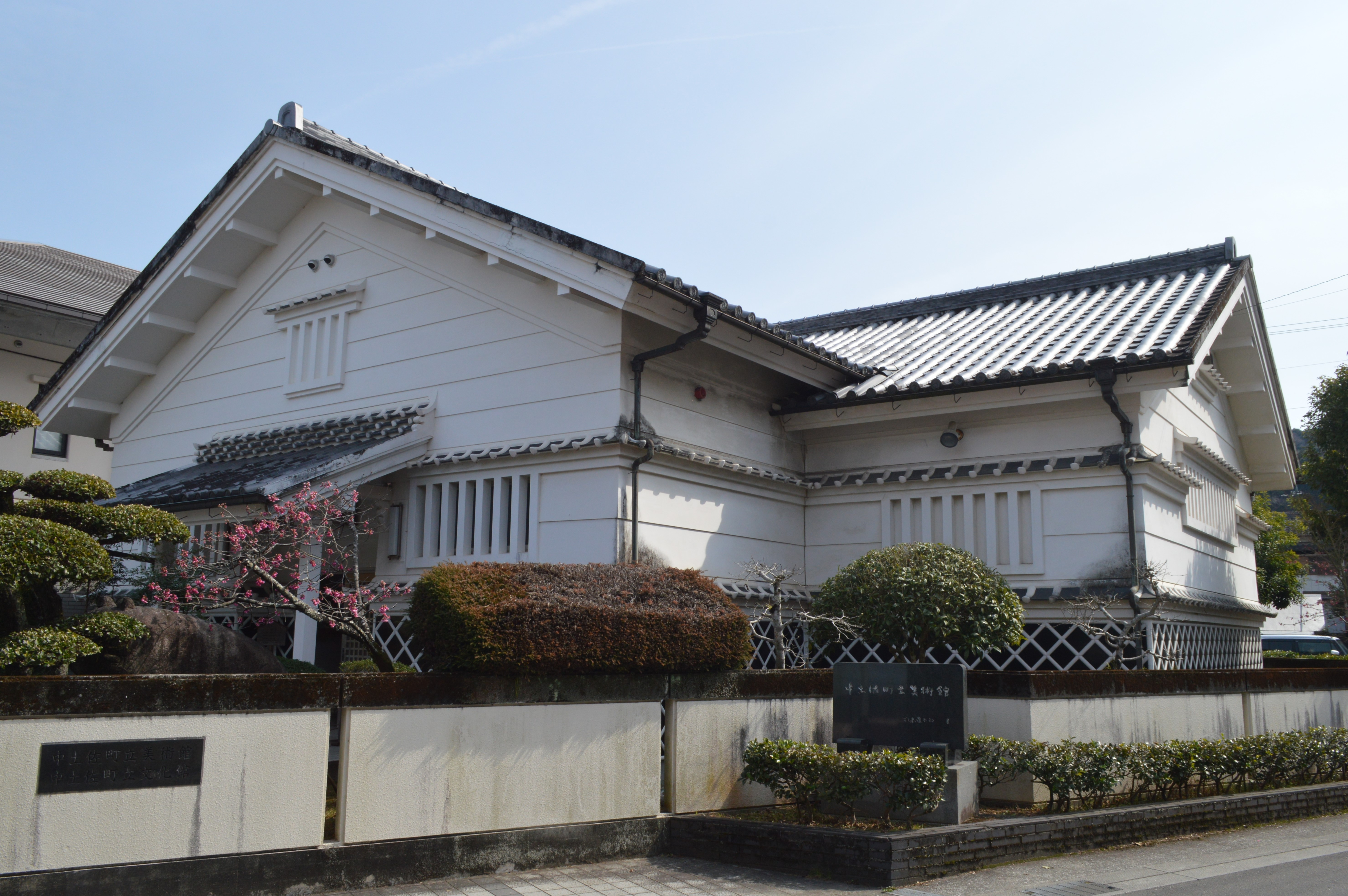
中土佐町立美術館
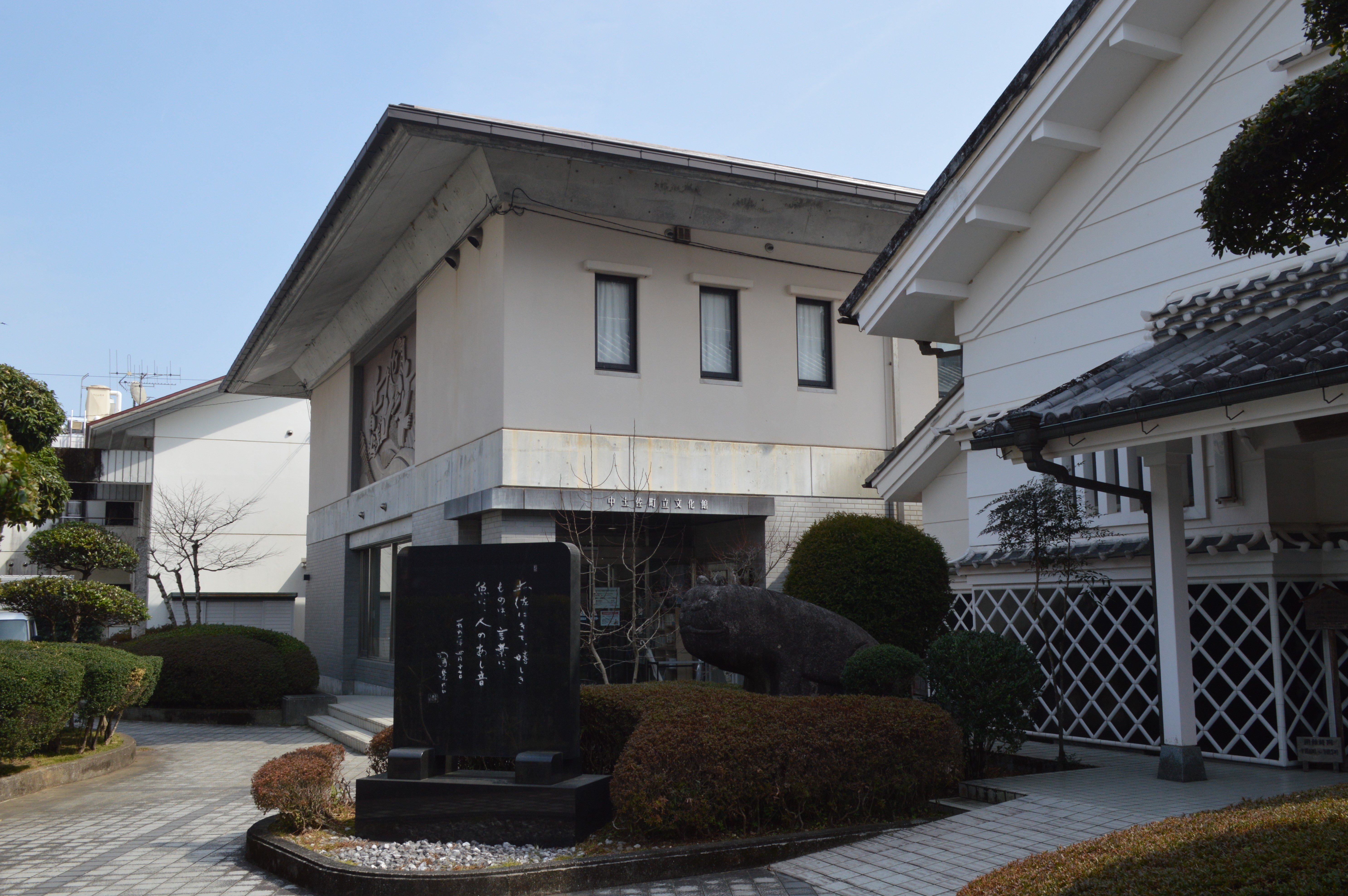
中土佐町立文化館図書室
- 小草ふれあい公園

- 久礼郵便局
- なかとさ病院
- 中土佐町立美術館
- 中土佐町立文化館図書室

## 名所・旧跡・観光スポット

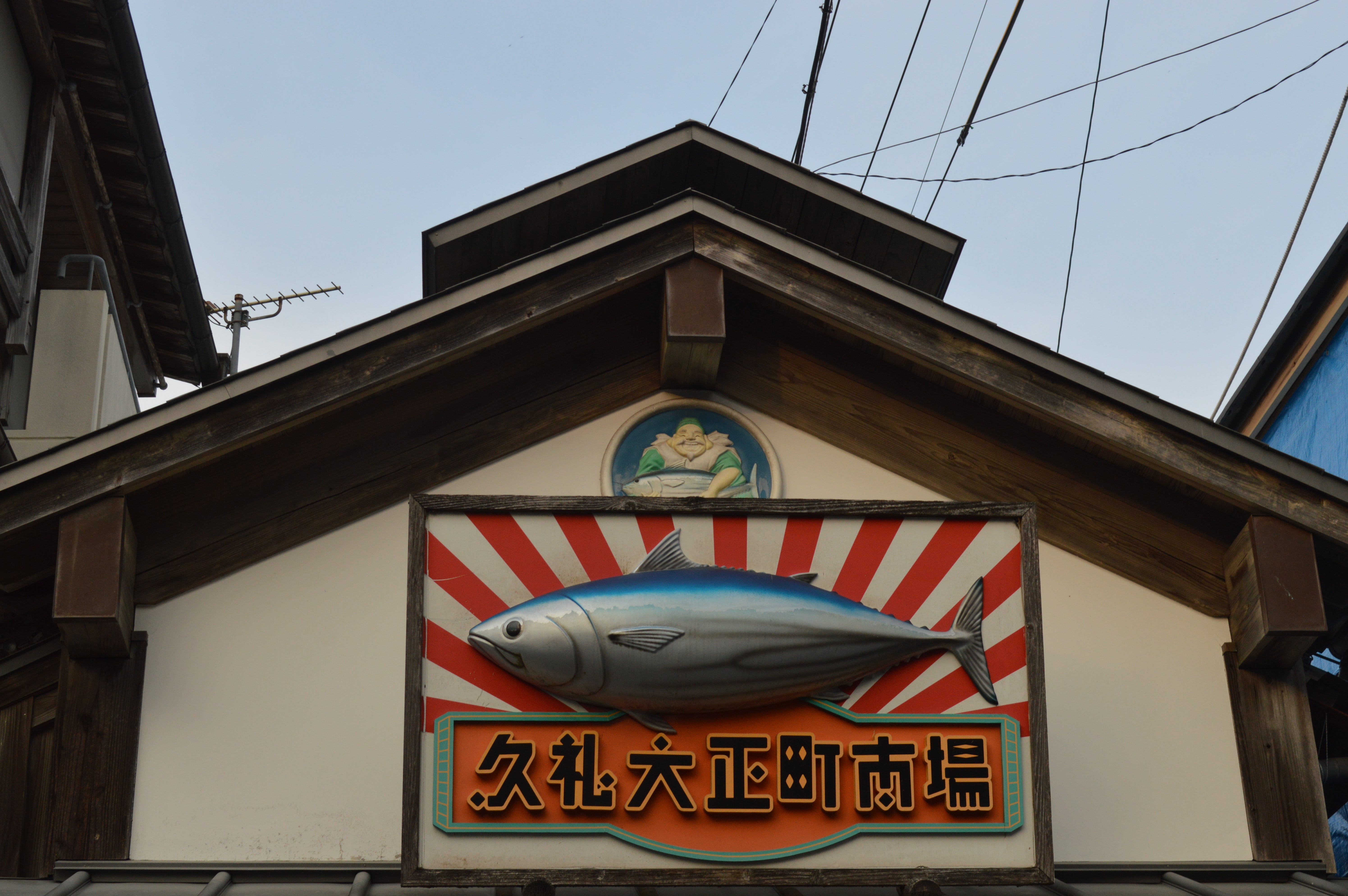
久礼大正町市場

- 久礼大正町市場 - 全蓋式アーケード市場。市場自体は明治時代から存在したが、1915年（大正4年）に大火で230戸が焼失した[10]。大正天皇の寄付金350円によって復興したことから、それまでの地蔵町通りが大正町市場と命名された[10][11]。
- 久礼八幡宮 - 旧社格は県社。
- 善教寺 - 曹洞宗の寺院。

## 祭事・催事
- 久礼八幡宮秋祭り - 中土佐町指定無形文化財（民俗）。
- かつお祭 - 毎年5月第3日曜